# 紅鸛科
红鹳，又名火鶴、红鶴，是红鹳科（学名：Phoenicopteridae）鸟类的统称，共有三屬六種。為一種大型水鳥，主要分布於非洲、中南美洲，在印度、南欧等部分亞熱帶地區也有分布，在温带与寒带也偶有出现。

## 描述
一种大型涉禽。脖子长，常弯曲成S型。体高1至1.4米，翼展可達1-1.6米。通体长有洁白泛红的羽毛。红色并非火烈鸟本来的羽色，而是来自其摄食的浮游生物所含的甲殼素。火烈鸟的喙外型特别不同的是，上喙小於下喙。
繁殖時每隻雌鳥在小山丘狀的巢內只产下1枚卵，大小約78－90毫米，115－140克重。孵卵期在27到31天之間。成鳥的性成熟期大約3－5年。

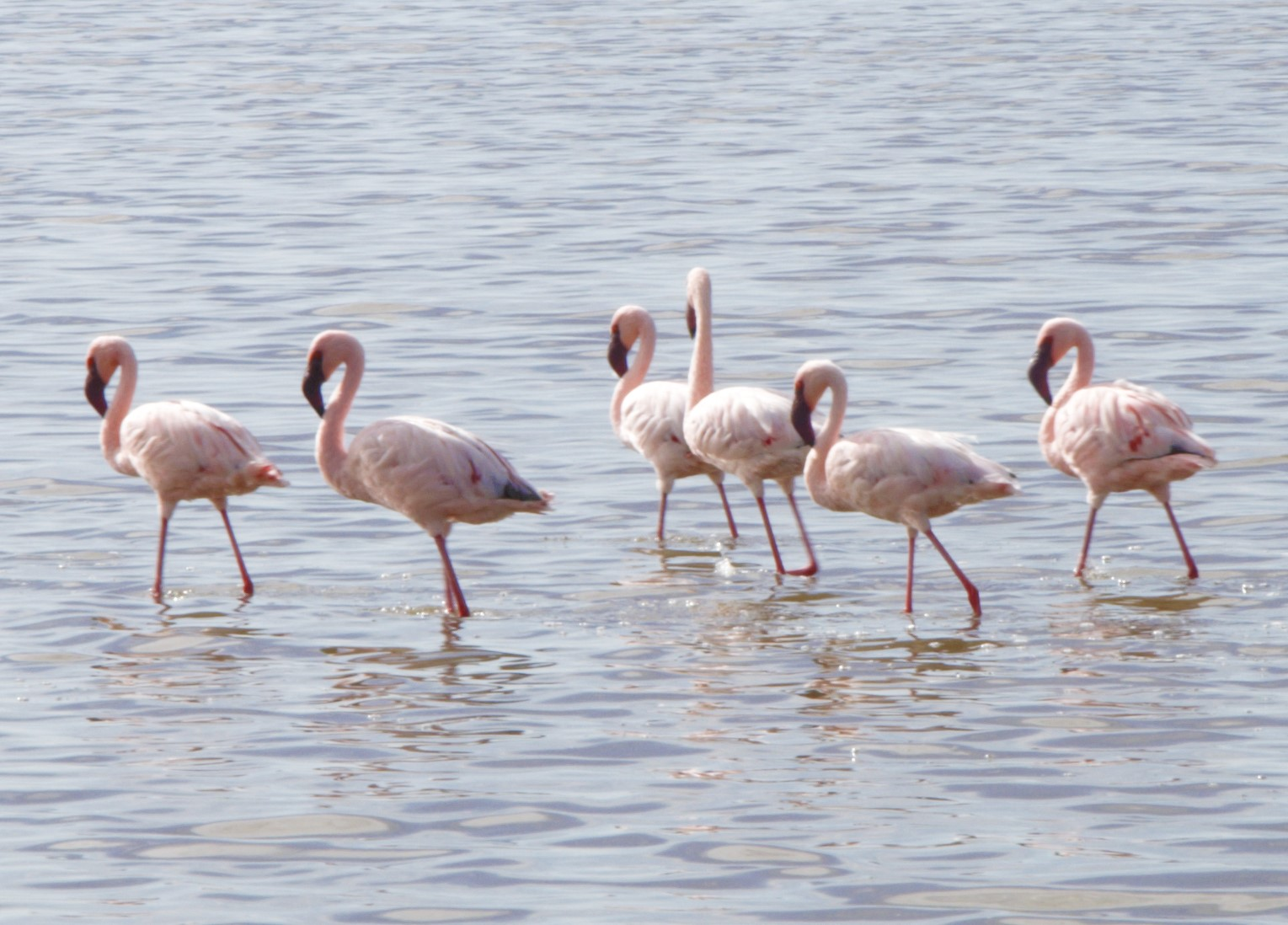
在赛伦盖蒂大草原一座小湖里的一群火烈鸟。

## 生活環境和分布
火烈鸟生活在咸水湖沼泽地带和一些潟湖裡，主要靠滤食藻类和浮游生物为生。有些火烈鸟受鱼的影响比较大，比如智利火烈鸟只生活在没有鱼的湖裡，这是因为智利火烈鸟的食物鏈分布較微量，鱼类会削奪一部分火烈鸟的食源。主要分布在印度、非洲和中南美洲。在中国新疆和中国湖南省东洞庭湖自然保护区曾见到过迷鸟。2014年12月，天津报告发现火烈鸟。

## 种类
火烈鸟有三屬六种：
- 小紅鹳屬（Phoeniconaias）　Gray, 1869
  - 小紅鹳（Phoenicoparrus minor），除了印度有少量种群外，主要只分布在非洲
- 安第斯紅鹳屬（Phoenicoparrus）　Bonaparte, 1856
  - 安第斯紅鹳（Phoenicoparrus andinus），分布类似詹姆斯火烈鸟，分布略广到智利中部
  - 秘鲁红鹳（Phoenicoparrus jamesi），分布最狭窄的种类，只分布于秘鲁南、智利北，玻利维亚西，阿根廷西北的一小块地域，1924年曾被认为灭绝，1957重新又被发现
- 紅鹳屬（Phoenicopterus）　Linnaeus, 1758
  - 大紅鸛（Phoenicopterus roseus） ，分佈非常廣，在非洲、南亞（巴基斯坦及印度沿岸）及南歐（西至西班牙和葡萄牙，東至阿爾巴尼亞、土耳其）。
  - 美洲紅鸛（Phoenicopterus ruber）
  - 智利红鹳 （Phoenicopterus chilensis），在南美洲和中美洲许多国家都有分布

## 习性
火烈鸟喜欢群居。在非洲的小火烈鸟群是当今世界上最大的鸟群。
火烈鸟不是严格的候鸟，只在食物短缺和环境突变的时候迁徙。迁徙一般在晚上进行，在白天时则以很高的飞行高度飞行，目的都在于避开猛禽类的袭击。迁徙中的火烈鸟每晚可以用50到60公里的时速飞行600公里。

## 分类
火烈鸟的分类问题是鸟类学的一个著名难题。困惑了几代鸟类学家。
简单来说，在分类学家眼中火烈鸟似乎是一个由一部分鹳的结构和一部分鸭子的结构拼接而成，所以主张把火烈鸟划为鹳形目的分类学家和划为雁形目的分类学家都能找到自己的依据。
比如说：
- 火烈鸟的骨盆结构和肋骨构造和鹳类类似
- 火烈鸟的卵白蛋白质跟鹭类接近
- 火烈鸟，尤其是幼雏的行为跟雁形目非常像。火烈鸟成鸟长蹼，而且羽毛防水，这都跟雁形目相同。此外连叫声两者都像。

作为折中的分类方案把火烈鸟提升到目的层次，单立火烈鸟目。而分子生物学家通过DNA杂交实验研究发现，跟火烈鸟的DNA最接近的鸟类却是一类小型鸟类：鸻形目。

### 與鸊鷉的關係
最近的分子證據表明紅鹳與鸊鷉有關，而形態學證據也強烈支持紅鹳和鸊鷉之間的關係。牠們至少有11種共同的形態特徵，其他鳥類中沒有這些特徵。這些特徵中有不少曾在紅鹳身上發現過，但過去沒在鸊鷉身上發現。 古生物 Palaelodus的化石被認為可能是紅鹳和鸊鷉在演化上和生態上的中間體。
對於鸊鷉-紅鹳演化支，有學者提出奇蹟鳥類這個分類群。

### 系統發育樹
現存紅鹳:
|  | P. chilensis (智利紅鹳)                                                    |
|  |                                                                            |
|  | \| \| P. roseus (大紅鸛) \| \| \| \| \| \| P. ruber (美洲紅鸛) \| \| \| \| |
|  |                                                                            |
|  | P. roseus (大紅鸛)                                                         |
|  |                                                                            |
|  | P. ruber (美洲紅鸛)                                                        |
|  |                                                                            |

|  | P. roseus (大紅鸛)  |
|  |                     |
|  | P. ruber (美洲紅鸛) |
|  |                     |

|              | Phoeniconaias minor (小紅鸛)                                                     |
|              |                                                                                  |
| 安第斯紅鹳屬 | \| \| P. andinus (安第斯紅鸛) \| \| \| \| \| \| P. jamesi (秘鲁红鹳) \| \| \| \| |
|              | \| \| P. andinus (安第斯紅鸛) \| \| \| \| \| \| P. jamesi (秘鲁红鹳) \| \| \| \| |
|              | P. andinus (安第斯紅鸛)                                                          |
|              |                                                                                  |
|              | P. jamesi (秘鲁红鹳)                                                             |
|              |                                                                                  |

|  | P. andinus (安第斯紅鸛) |
|  |                         |
|  | P. jamesi (秘鲁红鹳)    |
|  |                         |

|  | P. chilensis (智利紅鹳)                                                    |
|  |                                                                            |
|  | \| \| P. roseus (大紅鸛) \| \| \| \| \| \| P. ruber (美洲紅鸛) \| \| \| \| |
|  |                                                                            |
|  | P. roseus (大紅鸛)                                                         |
|  |                                                                            |
|  | P. ruber (美洲紅鸛)                                                        |
|  |                                                                            |

|  | P. roseus (大紅鸛)  |
|  |                     |
|  | P. ruber (美洲紅鸛) |
|  |                     |

|              | Phoeniconaias minor (小紅鸛)                                                     |
|              |                                                                                  |
| 安第斯紅鹳屬 | \| \| P. andinus (安第斯紅鸛) \| \| \| \| \| \| P. jamesi (秘鲁红鹳) \| \| \| \| |
|              | \| \| P. andinus (安第斯紅鸛) \| \| \| \| \| \| P. jamesi (秘鲁红鹳) \| \| \| \| |
|              | P. andinus (安第斯紅鸛)                                                          |
|              |                                                                                  |
|              | P. jamesi (秘鲁红鹳)                                                             |
|              |                                                                                  |

|  | P. andinus (安第斯紅鸛) |
|  |                         |
|  | P. jamesi (秘鲁红鹳)    |
|  |                         |

## 演化历史
化石证据表明火烈鸟祖先早在3千万年以前的中新世就开始分化出来了，远早于大多数别的鸟类。1976年发现的化石暗示其祖先是类似乎鷸鴴那样的滨岸鸟类。在安第斯山脉曾发现大约七百万年前的火烈鸟脚印化石。

## 图集

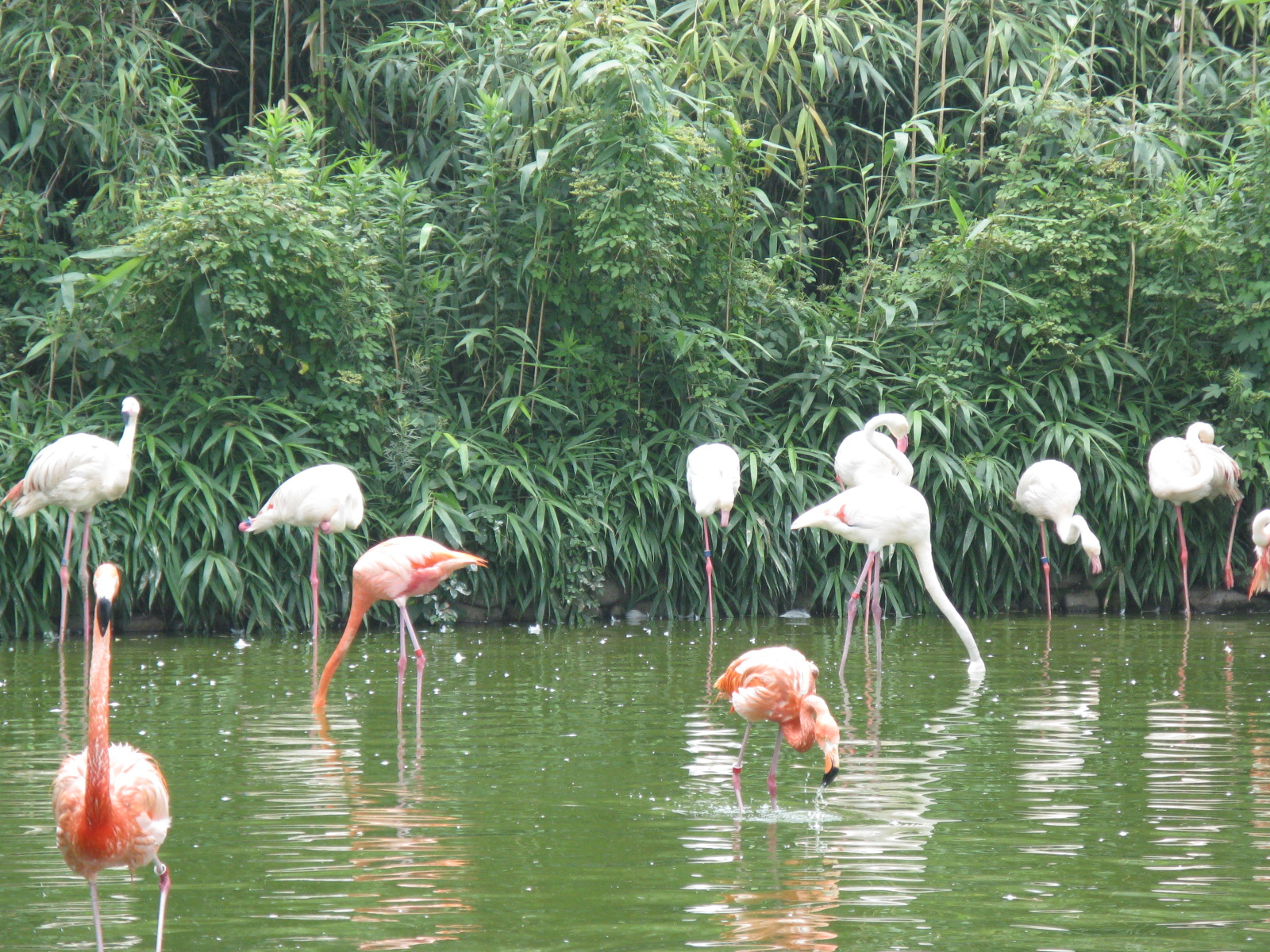
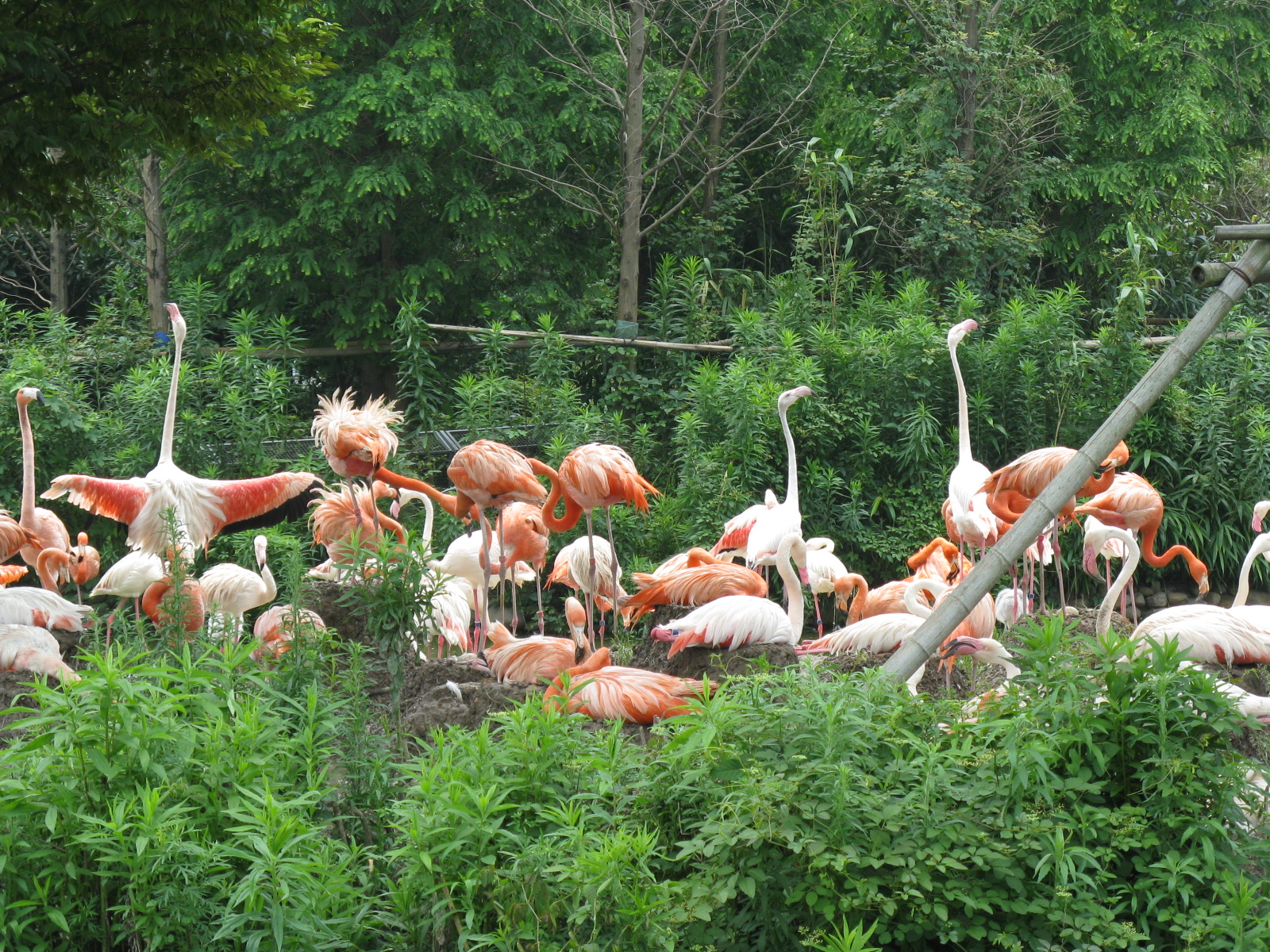
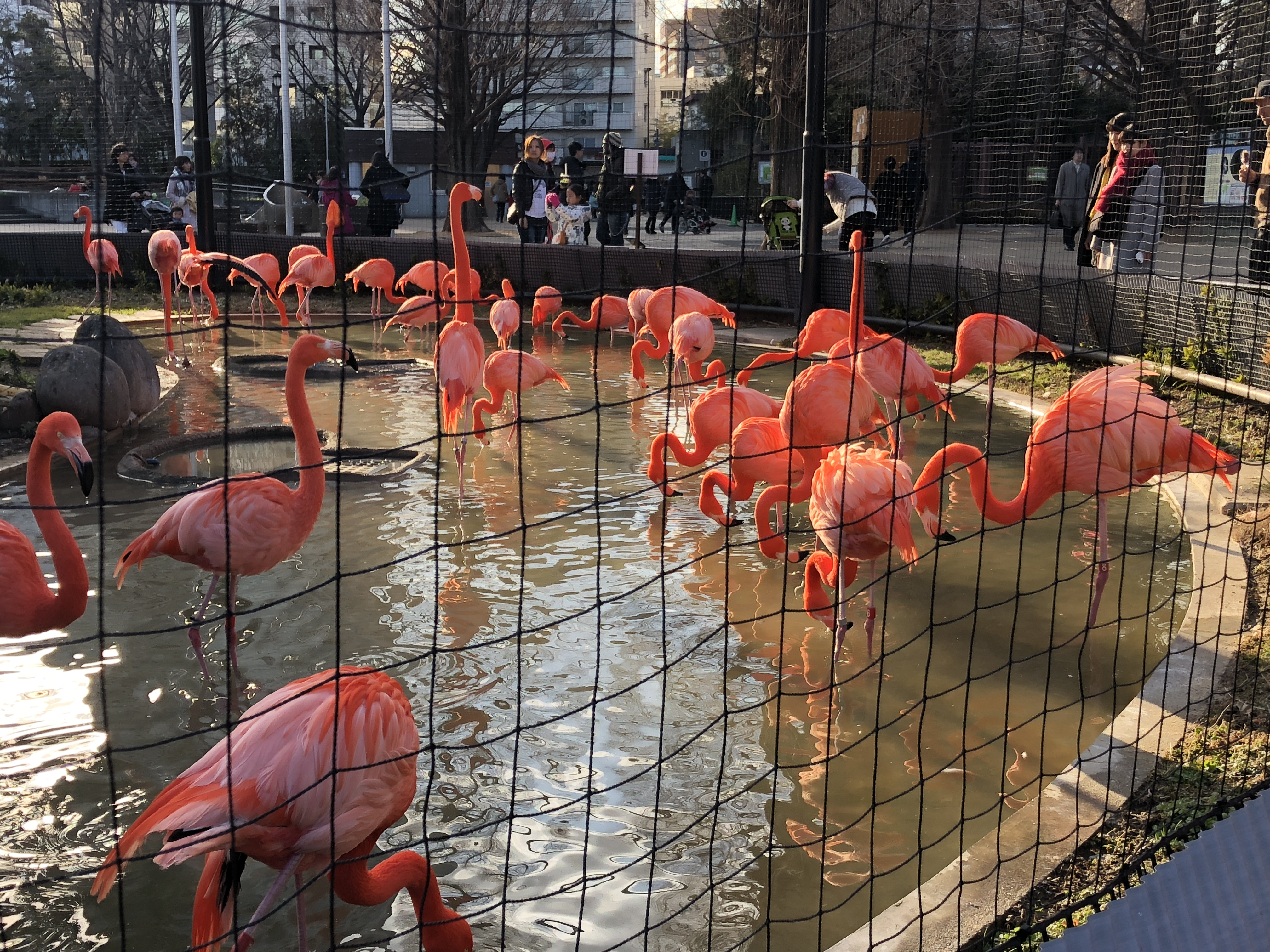
日本东京上野动物园的火烈鸟

## 保育狀況
红鹳科物种被列為《瀕危野生動植物種國際貿易公約》附錄二的物種，被限制出口及貿易。